# 前巷説百物語
『前巷説百物語』（さきのこうせつひゃくものがたり）は、角川書店から刊行されている京極夏彦の妖怪時代小説。『巷説百物語シリーズ』の第4作。妖怪マガジン『怪』のvol.0017からvol.0022まで連載された。

## 概要
時系列では前3作から10年以上時間を遡り、若き日の又市が、おぎんや治平といった仲間と共に稼業をする前、前職である「ゑんま屋」に所属してから御行の白装束に身を包むまでの経緯を描いた前日譚的な作品。
視点人物を前作までの傍観者（百介）ではなく仕掛ける側（又市）に変えており、ミステリでいうなら犯人視点で物語が進む。

## あらすじ
時は江戸末期。上方で下手をうち、江戸に流れて駆け出しの双六売りとなった又市と林蔵は、ある一件から損料屋「ゑんま屋」に拾われることになる。そこに届く依頼を解決するため、所属する渡世仲間らと共に、妖怪からくりの数々を江戸に仕掛けていく。

## 登場人物
主要登場人物は巷説百物語シリーズを参照。
又市（またいち）
異名：双六売りの又市（すごろくうり の またいち）
麹町の念仏長屋に巣食う駆け出しの双六売り。上方で下手を打ち、林蔵と江戸へ流れてきた所をゑんま屋に拾われる。
何であれ人の命を取るのを嫌う青臭い面を持ち、口は達者だが腕っ節は滅法弱く、見かけに依らず人情が深い。知識が深い訳ではないが智慧はあり、人に使われるより使う側の人間だと評され、筋は良く先も読めて型も運びも知っているが、最後の最後で強気になって勝とうとしない詰めの甘さがある。
林蔵（りんぞう）
異名：削掛の林蔵（けずりかけ の りんぞう）、御託の林蔵（ごたく の りんぞう）
上方出身で又市と義兄弟の杯を酌み交わした小悪党。ただし又市いわくただの腐れ縁。お調子者で女好き。江戸では縁起物売りをしながら、ゑんま屋の損料仕事を手伝う。

### ゑんま屋
お甲（おこう）
ゑんま屋の主。裏の損働きに関わる皆からは元締と呼ばれる。貫禄も威厳もあるが、目は若いので年齢がよく分からない。配下の手腕を信頼しているが、誰も信用していない。常に周囲への目配りや根回しを怠らず、商売柄用心深く慎重でもある。
上方から流れてきた又市と林蔵に目を付け、江戸では顔が知られておらず、裏の渡世とは繋がっていないことからゑんま屋の仕事に誘う。特に青臭い程に人情が深く、口は達者だが腕っぷしの滅法弱い又市のことは買っている。
角助（かくすけ）
ゑんま屋の手代。お甲の腹心として損料仕事の仕掛け立案から実行までを担う。痩せて非力だが、お甲に対する忠誠心が強く、「かみなり」の仇討ち騒動で殺し屋に暴行を受け全治3箇月の重傷を負って死にかけても変わらず仕えている。飛騨の出身。
仲蔵（なかぞう）
異名：長耳の仲蔵（ながみみ の なかぞう）
表向きは童の玩具作りを生業とする手遊屋。剃髪した頭は小さいが図体は大きく、二つ名の通り異様に耳たぶが長いが、眼も鼻も小さい。元は梨園の出身で、大層な俳優の落とし胤だという噂がある。
手先が器用で、あらゆる仕掛け道具を作ることができる。副業で大芝居の舞台装置から大道具小道具の機械仕掛け、見世物小屋の化け物細工から絡繰の製作を請け負っており、ゑんま屋の手伝いや芝居や見世物小屋の道具を作って報酬を得ることで、ぎりぎり朱引きの内側に一軒家を構えている。
久瀬 棠庵（くぜ とうあん）
儒学者崩れの本草学者。下谷の長屋に住まう50絡みの小柄な老人。達観して浮世離れしているようで子供染みてもいる。
森羅万象を学び多方面に亙る知識を蓄えた博学の徒であり、その知識を使いゑんま屋の手助けをする。実際に諸国で語られ、記され、伝えられているモノゴトの知識を披露しているに過ぎないが、きちんと裏付けのある与太話を学者として語っているので信憑性が出る。
医事薬事にも明るく調剤に長けており、医者の物より効く薬を作り、貧乏人にほぼ無償で診療行為を為ている。ただ、どうしても知識欲が人としての情に勝ってしまうので、本当の意味で患者のためになれないと自覚しているために医者はしないと決めている。
山崎 寅之助（やまざき とらのすけ）
元公儀鳥見役の浪人。「鳥見の旦那」の愛称でも呼ばれる。刀は売ってしまっており、小ざっぱりした不思議な格好をしている。
静かなのが苦手で、口数が多い。損働きは商売で、遣った方も遣られた方も同じようにお客様だと割り切って考えるようにしており、依頼人に同情し過ぎないよう又市に釘を刺し、釈然とする損料仕事などないと諭す。
荒事を担当し、特に仇討ち仕事を得意とする。強い方から力量を引いて仇討ちの実力の釣り合いを取るために助っ人封じや返り討ち封じを行い、時には相手を直接仕留める。見かけと違い相当に腕が立ち、自らは武器を携帯せず、相手が持っている凶器を使って相手を倒す技の使い手。又市の知る限り最強の使い手だが、この技は鏡のようなものなので弱い者には弱く、弱いのに無我夢中で必死に迫ってくる手合いは最も苦手とする。
本所の外れの、身分は疎か名前も故郷も渡世もない者が溜まる、奉行所や非人頭や長吏頭の目も届かない賎民窟の掘っ建て小屋に住まい、身分の低い者や身分のない者達と寝起きを共にしている。
巳之八（みのはち）
異名：縄面方の巳之八（なめかた の みのはち）
ゑんま屋の諸事手伝い。角助の弟分で、又市よりも年齢下の17、8の小僧。生国は飛騨。普段は店や奥の雑用をしているが、丁稚でも手代でもなく、良からぬ仕事を助けるために飼われている。腕っぷしが強い訳でも一芸に秀でている訳でもないので仕事を任されるようなことはないが、足が速いのと口が堅いのが取り柄であり、探索仕事や連絡に役に立つ。ゑんま屋子飼いの連中の中で一番若く歳の近い又市とは善く遊ぶ仲。

### その他
おちか
麹町辺りに巣食い、小料理屋「いせ家」の手伝いをしている女。やさぐれて家を出て、少し前まで深川辺りに巣喰って巾着切の真似事をしていたが、元は川越の大百姓の娘。風聞好き。又市を最初に「小股潜り（こまたくぐり）」と呼び始めた。林蔵と付き合うが、本当は又市のことが好きだった。
志方 兵吾（しかた ひょうご）
南町奉行所定町廻り同心。麹町の番屋に住まう。
不器用で生真面目な、役人にしては珍しい、実に真っ直ぐな男。神威霊験を信じておらず、万三が持ち込む奇妙な噂についても疑ってかかる。融通が利かず、必要以上に生真面目で慎重な性格であり、奉行所でも石部金吉で通っているが、同心として安定した思考力を持つ。
正義感が強く、「山地乳」では黒絵馬の噂に憤り自らを標的として真犯人を突き止めようとした。
万三（まんぞう）
異名：愛宕の万三（あたご の まんぞう）
志方の手下の岡っ引き。働きはいいが、口が達者で軽口をたたく。睦美屋のの事件以来、物知りな棠庵の許にしばしば顔を出している。罠に掛かり易い性質の好人物なので、度々ゑんま屋の仕掛けに利用される。
小右衛門（こえもん）
異名：御燈の小右衛門（みあかし の こえもん）
両国界隈に住む人形師。又市達ゑんま屋一味とは明らかに違う立ち位置の男で、一声で相当数の悪党が集まるほどの裏の渡世の大物。また恐ろしいほどの火薬技を使う。「かみなり」の一件以来、又市の大仕掛けに力を貸す。
祇右衛門（ぎえもん）
異名：稲荷坂の祇右衛門（いなりざか の ぎえもん）
長吏浅草弾左衛門配下で浅草新町の公事宿世話役だった男で『旧鼠』の5年前にはすでに首を打たれているという。しかし、いまだに江戸の町の裏側で暗躍し、弱みを握った無宿人を操り殺人や強請りなどの様々な悪事を働かせている極悪人。恨みを持つものも多いがその正体は謎に包まれているため、手出しができない。次第にゑんま屋一同との対立を深めることとなる。

## 寝肥
なじみの遊女が何度も見受けされては戻されることを繰り返すことに疑念を持った又市。そんな又市の前で、彼女は人を殺してしまったと告白する。その場に居合わせた角助はその「損」を買ってやろうと持ちかけるが…。（『怪』vol.0017 掲載）

### 登場人物
お葉（およう）
音吉により売られた女郎。色白で肌理の細かい、同じ女が妬く程に綺麗な娘。女郎として睦美屋から吉原へ斡旋され、金持ちの老人に次々と身請けされるが、すべて死んでしまいそのたびに睦美屋に戻ることを4度も繰り返している。都合4回、妾宅も家財も全部処分し郭に売られているのだが、その銭金が何処に消えたのかは定かでない。
はずみでおもとを殺してしまい、首をつろうとしていたところを林蔵に助けられる。
音吉（おときち）
異名：ねぶた参りの音吉（ねぶたまいり の おときち）
神田の小間物問屋・睦美屋の婿養子。年齢は40歳を過ぎているが、下手な役者より綺麗でぞっとするような色気があり、黙っていても女が寄ってくるほどの美男。
得意先との商談や買い付けなどの業務を熟す。毎年ねぶた流しの時期に奥州まで行き、江戸の小物を売りつけて地元の名物を買い付けに行く。その時についてきた田舎の娘たちを遊廓に売っているので、世間では渡り女衒の玉転がしが本当の渡世だと噂される。
おもと
睦美屋の女将。婀娜っぽい色気のある年増。家裡のことお店のことは呆れるほどに何もせず、帳面を見て指図するだけで店は旦那と番頭に任せ切り、平素から豪く設楽なく自堕落で癇癪持ちだったので評判の悪女。寝起きが悪く人に起こされるのを嫌って声を掛けるだけでも烈火の如く怒る。男遊びだけはしないのが唯一の救い。音吉との夫婦喧嘩も酷く、一切忤わない音吉を一方的に詰り罵っていた。
お勝（おかつ）
肥後国天草村出身の巨女で、香具師の源右衛門が仕切っていた興業に出演していた女力士。40貫（150kg）近くある大女。面倒見の良い親分肌の女だった。
肥満のせいで躰のあちこちに大きな負担が掛かっていたらしく、突然死したため、死体を長屋の人々を脅して金をもらった林蔵が引き取った。
与助（よすけ）
睦美屋の大番頭。自堕落なおもとに代わり店の仕事全般を任され、音吉と協力して店を支えていた。事件の様子を志方兵吾に供述する。

## 周防大蟆
正月に舞い込んできた仇討ちがらみの仕事。お甲は今回に限って仕事を降りることは許さないという。又市たちは真相を探っていく。（『怪』vol.0018 掲載）

### 登場人物
岩見 平七（いわみ へいしち）
周防の小藩、川津藩士。痩せた青白い侍。剣術はからきし駄目で、竹刀も巧く振れない為体。仇討側だが、とある事情により仇側の助勢を依頼した。
岩見 左門（いわみ さもん）
川津藩勘定方吟味役。平七の兄。2年前の夏に公金横領を暴いたとされ、謀殺される。
疋田 伊織（ひきた いおり）
防州浪人。左門の仇敵で、脱藩逐電後、1年前から本所界隈で木匠や人足の仕事をしていたが、本所方に捕らえられている。剣の腕は藩士の中でも一、二を争う剛の者。
田代（たしろ）
本所方に詰める若い新米同心。仇討ちの様子を志方兵吾に語る。志方曰く正直な男。
川津 盛行（かわづ もりゆき）
川津藩次期藩主。仇討ちの見届け役として江戸にお忍びでやってきた。人間としても侍としても駄目な気質であり、妬み怨み、奸計謀略を以て他人を貶め、揚げ句殺害するような性格なので、藩士たちからは嫌われており、剣の腕も立たない。
実は疋田に惚れており、その相手が左門だと勘違いして殺害、その罪を疋田に着せた。疋田を確実に殺すために、取り巻きの9人を正式な助太刀として相手を嬲り殺しにしようと試みる。

## 二口女
又市のもとにやってきた角助は、ある厄介な依頼を受けてしまったと話す。又市から相談を受けた久瀬棠庵の推理が光る。（『怪』vol.0020 掲載）

### 登場人物
西川 縫（にしかわ ぬい）
菊坂町に住む旗本・西川俊政の後妻。実家は冴えない小普請組で、オカメやスベタとまでは言わずとも器量は十人並みに少し劣るが、気立ても良く働き者で、文句も言わない孝行者の正直者と評判。静の死から2年半後、2年前の春に俊政に嫁ぎ、夫婦仲も姑との折り合いも殊の外良く、1年前の春には正次郎という息子が生まれている。
先妻・静の子、正太郎が死んでしまったことで、ゑんま屋に依頼をする。
西川 清（にしかわ きよ）
俊政の母。後妻の縫を可愛がっている。正太郎の死に際し、尾扇に口止め料を渡す。
西川 俊政（にしかわ としまさ）
菊坂町に住む旗本。石高は並の200石で大した役にも就いていないが、家は古く、人柄も謹厳実直で生真面目、悪い噂はない。前妻の静とは好いて好かれた鴛鴦夫婦で、死後も未練から縁談を渋っていたが、後妻となった縫との仲も良好。
西川 静（にしかわ しず）
俊政の前妻。息子の正太郎を産むが、産後の肥立ちが悪く5年前の秋に病で亡くなる。
西川 正太郎（にしかわ せいたろう）
俊政と静の間に生まれた西川家の長男。1年前の夏に5歳で死亡しており、表向きは病死とされている。しかし縫は自らが折檻して飢え死にさせたのだとゑんま屋に申し出る。
西田 尾扇（にしだ びせん）
西川家のお脈取りで深川万年橋脇の町医者。腕は並で知識もあるが、人の情けが欠けていて、欠けた情の部分に算盤勘定を嵌めて医者をしている守銭奴。貧乏人は診ないが、銭で権力や名誉が買えると勘違いしていて妙に名誉を重んじるところがあり、貧しい家でも武家ならば出入りしたがる。
正太郎がいじめ殺されたという証拠を清からもらった金で隠蔽したという。
後に『嗤う伊右衛門』にも登場する。
宗八（そうはち）
尾扇の弟子。西川家の急患で尾扇に同行し家裡までお供する。
十助（じゅうすけ）
尾扇の下男。西川家の急患で尾扇の道具を持ちお供する。

## かみなり
立木藩の江戸留守居役が腹を切った。失脚を目論んだ仕掛けだったが「やり返すにしてもやり過ぎだったンじゃねェのか」と又市は危惧する。ほどなく、ゑんま屋一味は何者かに命を狙われることになる。（『怪』vol.0021 掲載）

### 登場人物
土田 左門（つちだ さもん）
下野の小藩・立木藩の江戸留守居役。稀代の好色で、難癖を付けては領民の娘女房を差し出させ弄んでいた。知れた限りでも30人を下らず、うち6名が自害、残った者も元の暮らしには戻れず飯盛り女に身を窶したり、家出したまま行方知れずになっているという。色欲の地獄に堕ちた外道であったが、その一点を除けば藩士にも領民にも篤い人格者で、良き夫良き父であり、勤勉にお役に励み、有能であり乍ら融通も利くと評判は頗る良い。
立木藩領内の大百姓から依頼を受けて、銭を掠め取って女と家族に分け与えるだけでは損が埋まらないと考えた又市と林蔵は、助平爺であることを天下に知らしめて思い切り恥をかかせた上で、留守居役の地位から失脚させることに決め、薬で眠らされ裸に剥かれた状態で、石高にして5倍はある隣の藩屋敷の女中部屋へと放り込まれる。瓦版にも載ってしまい、国許へ呼び返されて蟄居を申し付けられた後、詮議の途中で責任を取って切腹する。
薄闇の男
饅頭笠を目深に被り、褐色の引き回し、覗いた脚は黒い裁着袴という異装の男。損料屋の寄合に出掛けたお甲と角助を攫い、ゑんま屋一味を死の窮地に追い込む。裏の渡世の殺し屋「鬼蜘蛛」の一人。

## 山地乳
渋谷道玄坂にある縁切り堂の黒絵馬に名前を書かれたものは3日以内に死ぬらしい。調査に訪れた志方兵吾は絵馬に自分の名前を書き記す。一方で大阪の一文字屋仁蔵からの使いがゑんま屋に着き、大きな損を引き取って戴きたいという。（『怪』vol.0022 掲載）

### 登場人物
文作（ぶんさく）
異名：祭文語りの文作（さいもんがたり の ぶんさく）
生まれは四国だが、人別のない無宿人。齢の頃なら40と少しだが小柄で齢に似合わぬ老け顔。大阪で一文字屋仁蔵に大恩を受け、以来その下で働いている。又市の昔の仲間でもある。平素はどこにいるのか皆目判らないのになぜか繋ぎはつけやすい。一文字狸からの六百両を携えて江戸にやってきた。
玉泉坊（ぎょくせんぼう）
異名：無動坂の玉泉坊（むどうざか の ぎょくせんぼう）
荒法師。身の丈は6尺（約1.8m）を優に越し、丸太ほどもある太い腕には背丈を超える長い錫杖を持ち、襤褸襤褸の僧衣を纏っている。以前は又市と上方を荒らしていた。抜き身を提げた複数の侍とも素手で渡り合え、生木を引き裂くような大力の文字通りの豪傑。文作の用心棒として江戸にやってきた。
多門 英之進（たもん えいのしん）
南町奉行所定町廻り同心。血の気が多く、捕物好き。相手が凶賊暴漢の類いであれば朝餉の途中でも飛んで行く。志方兵吾の屋敷で不寝番を引き受ける。
鬼蜘蛛（おにぐも）
5人組の殺し屋一味。網、凧糸、縄に紐など、通常は武器にならないような紐状のものを器用に使う手練れ。夜討を得意とし、充分に時をかけ、網を張り隙を狙い、急襲して的を捕らえ、一度自由を奪ってから殺すのが手口。仕事の腕だけは確かで、狙われればまず助からないという手強い相手。情けも容赦もない凶賊で、算盤ずくで子供でも殺す外道働きばかりするので同業からも忌み嫌われており、仕事を助ける者は居らず、江戸の外で仕事をするのが常。
「かみなり」の件ではゑんま屋を襲ったこともある。

## 旧鼠
稲荷坂の祇右衛門の仕掛けをことごとくつぶしてきたゑんま屋にとうとう祇右衛門の魔の手が迫る。語られる山崎の過去。仲間がどんどん殺されていく中、又市は御燈の小右衛門とともに、見えない敵の祇右衛門に立ち向かう。（書き下ろし）

### 登場人物
まかしょう
魔除けの札撒き。門門辻辻で魔除けの札を売り歩きその際に「御行し、奉る」と文言を唱えることから御行さんとも呼ばれる。まだ季節外れで少し早い時期だというのに、茄子婆・うかれ六道・靄船・一文字狸・無動寺谷の化物といった比叡山七不思議にちなんだ絵札を子供たちにばらまいている。
若旦那
黒っぽい小袖に裁付袴、しかも総髪という17、8の若造。京橋の蠟燭問屋・生駒屋の3代目らしい。まかしょうが撒いているお化けの絵札を追っている。ちなみに生駒屋の先代が久瀬棠庵と知り合いで、その隠居部屋には和書漢籍が相当あるという。
人形のような娘
両国にある人形師 小右衛門の住処にいる十か十二くらいの娘。小右衛門からは「ぎん」と呼ばれている。やや細面の瓜実顔で肌理の細かい肌は真っ白。切れ長の目の縁だけが、ほんのりと紅い。小右衛門が作ったと思われる娘姿の浄瑠璃人形を持つ。稲荷坂の祇右衛門に親を殺されたらしい。
美鈴（みすず）
十に満たない、稚い顔付きの女童。無口で愛想がない。山崎の侘居に隠れる又市たちに雑炊を差し入れる。
三佐（さんざ）
山崎が住む本所の細民窟の古株で美鈴の祖父。山崎のように何処にも属さずどの枠からも外れた者どもをまとめている一人。

## 用語
ゑんま屋
根岸に店を構える損料屋。一般に損料屋といえば、主に寝具や衣裳、小物などを貸す貸蒲団屋、貸衣裳屋を指すが、衣服や蒲団に限らず、調度、椀や膳、家具一式から武具馬具、職人道具、俎板包丁から揃いの食器、赤子の襁褓、人、知恵、腕まで何でも貸す。
一方で、銭金では埋まらぬ、口では言えないありとあらゆる憂き世の損を、見合った額面の銭で引き取り肩代わりする裏の稼業を持つ。可哀想な人から頼まれて憎い仇敵に仕返しをすることもあるが、それは結果に過ぎず、売り買いするのは飽くまで「損」で、復讐屋ではないので怨みや辛みまでは引き受けない。この裏稼業の事情を知るのは店の者ではお甲の他に角助と巳之八だけ。裏の稼業とはいえ堅気相手の商売なので、裏の渡世とは切れており、そちら側と繋がった人間とは手を組まず、一切関わりを持たぬ決めごとがある。
川津藩（かわづはん）
周防の方の小藩。義を重んじ勇を讃える風潮が強く、官学を以て藩主の訓と為すとして、藩士は童の時分より朱子学を徹底的に教え込まれて育つ。
立木藩（たちきはん）
下野国の筑波寄りにある小藩。狭く、山も多く、土地もそれ程肥えていない上に、天候気候が不安定という難儀な土地柄なので、作物の出来不出来に差があるだけでなく、収穫の予測をすることが難しい。成り行きで年貢を増減する訳には行かないので、藩の財政は厳しい。
黒絵馬
道玄坂の縁切り堂に鈴生りに掛けられた、名前を書かれると死ぬという88枚の絵馬。表が真っ黒く塗られていて、裏は白木。白木の方に殺したい相手の名前を他人に見られないように夜の内に書くという作法で、首尾良く書ければ3日の内に相手は死に、絵馬の裏側が黒く塗られるという仕組み。作られたのはつい最近のようだが、遅くとも前年の霜月には設えられていた。
縁切り堂は50年前に廃寺となった非人乞胸を檀家とする寺の跡地にあり、元は山神を祀る小祠だったとの記録はあるが、今は誰も管理をする者が居ない。

## 書誌情報
- 四六判：角川書店、2007年4月20日、ISBN 4-04-873769-4
- 新書判：中央公論新社〈C★NOVELS〉、2009年4月1日、ISBN 4-12-501070-6
- 文庫判：角川書店〈角川文庫〉、2009年12月25日、ISBN 4-04-362007-1